# Награда „Војислав Илић Млађи”
Награда „Војислав Илић Млађи” је српска награда за најбољи сонет и за најбољу дечју песму коју додељује Центар за културу „Војислав Илић Млађи” из Жабара, на манифестацији „Дани Војислава Илића Млађег”.
Године 2006. добио ју је есејиста, песник, и књижевни критичар Милисав Буца Марковић. За 2020. годину добитници награде су књижевник Јован Бундало, у категорији за најбољи сонет, и књижевница Ана Стјеља у категорији за најбољу дечију песму.